# Концерт для тромбона с оркестром (Н.А.Римский-Корсаков)
Концерт для тромбона с духовым оркестром Н. А. Римского-Корсакова был написан в 1877 году. Полное его исполнение занимает примерно 10 минут.

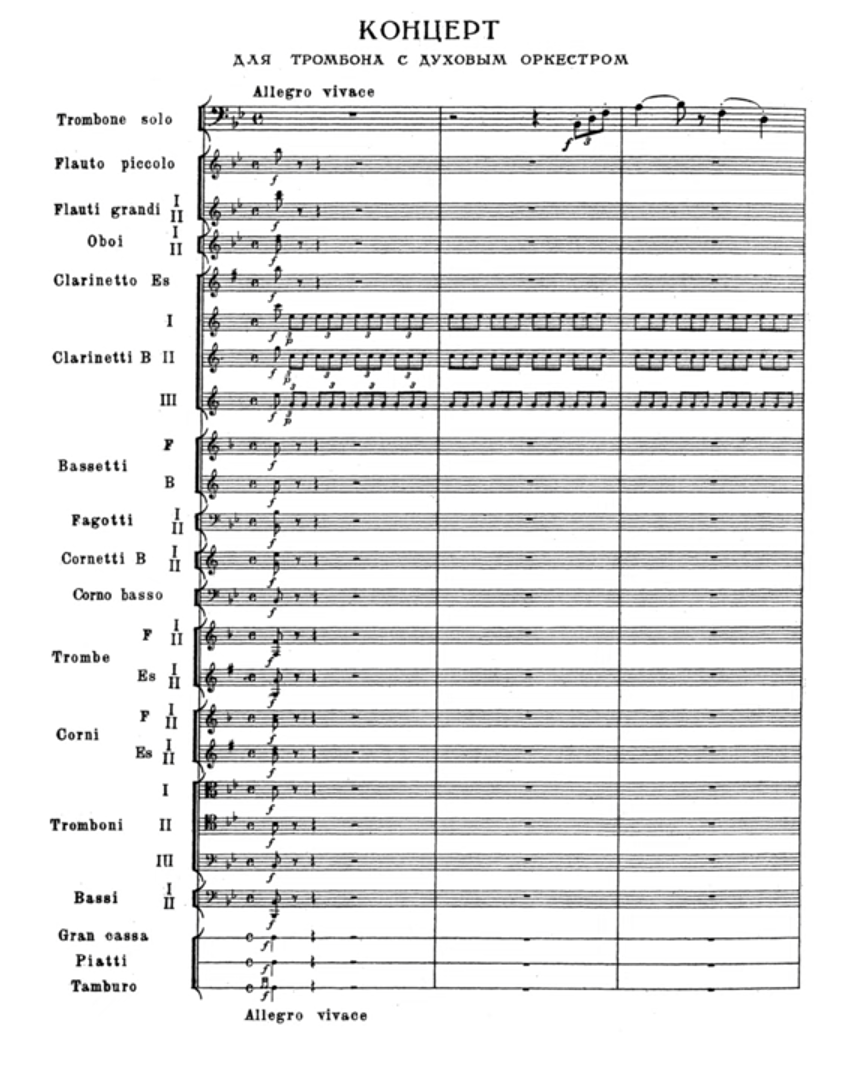
Н.А.Римский-Корсаков: Концерт для тромбона с духовым оркестром.

## История создания и премьеры
Этот концерт был написан для унтер-офицера Леонова, и он же, в качестве солиста, исполнял тромбоновое соло на премьере, которая состоялась на гарнизонном концерте в Кронштадте 16 марта 1878 года. Сам Римский-Корсаков руководил военно-духовым оркестром.
20-21 июня 1881 года состоялось вторичное исполнение в Николаеве, тоже под управлением автора. Солировал рядовой Аксенов.
Американская премьера состоялась в июне 1952 года в Центральном Парке Нью-Йорка с Дэвисом Шуманом и Goldman Band.

## Записи исполнения
Этот концерт был записан многими известными тромбонистами, такими как Кристиан Линдберг, Джозеф Алесси, Бретт Бейкер, Мишель Бекке, Карл Ленте, Жак Може, Бранимир Слокар, Леандро Увиз Д’Агостино, Карстен Сванберг, Ален Трудель и Дуглас Йео.
В записях своих исполнений Кристиан Линдберг интерпретирует каденции, применяя необычные приёмы и техники исполнения, такие как мультифоника.

## Части концерта
Концерт состоит из 3 частей:
- 1. Allegro vivace (B-dur).
- 2. Andante e cantabile (Ges-dur), attacca:
- 3. Allegro (B-dur) в стиле марша.

Вторая и третья часть заканчиваются каденциями.

## Инструментальный состав
- Тромбон соло
- Пикколо
- 2 Флейты
- 2 Гобоя
- 2 Фагота
- Eb Кларнет
- Bb Сопрано-кларнет
- Альт-кларнет
- Бас-кларнет
- 2 Корнета Bb
- Баритон (Корно бассо)
- 2 Трубы (in F и in Eb)
- 2 Валторны (in F и in Eb)
- 3 Тромбона
- 2 Тубы
- Перкуссионные инструменты:
  - Малый барабан
  - Большой барабан
  - Тарелки.

## Внешние ссылки
https://www.partita.ru/docs/concert-914-c.shtml
https://rusneb.ru/catalog/000199_000009_004465155/
https://musopen.org/ru/music/1317-trombone-concerto/
http://trombone.su/composer_rimsky-korsakovconcert1_orchestra.html